# Pierre-Octave Ferroud
Pour les articles homonymes, voir Ferroud (homonymie).
Pierre-Octave Ferroud est un compositeur français né à Chasselay, près de Lyon, le 6 janvier 1900, mort d'un accident de la route le 17 août 1936 à Debrecen, en Hongrie.

## Biographie
Pierre-Octave Ferroud vécut à Lyon, à Strasbourg (service militaire : 1920-1922) puis à Paris à partir de 1923. Il étudia la musique sous la direction d’Édouard Commette, Guy Ropartz, Georges Martin Witkowski et surtout Florent Schmitt (sans être son élève au Conservatoire).
En 1921, il est co-lauréat avec Adrien Rougier du concours de composition organisé par la Société des Grands Concerts de Lyon organisé par Georges Martin Witkowski.
Son ballet Le Porcher, d'après un conte d'Andersen, fut donné à Paris en 1924 par les Ballets suédois. La musique s'inspire de thèmes populaires scandinaves.
Son opéra-bouffe Chirurgie (1927) s'inspire de Tchekhov.
Sa Symphonie en la (1930) et le Trio pour hautbois, clarinette et basson (1933) sont des œuvres assez classiques, surtout venant après Au Parc Monceau et Types.
Il fonda en 1932 avec Henry Barraud, Jean Rivier et Emmanuel Bondeville la société musicale Triton pour faire connaître la musique de chambre contemporaine avec une approche plus internationale que celle de la Société de la Sérénade.
En 1933, il donna à l'opéra de Paris son ballet Jeunesse, avec Serge Lifar dans le premier rôle.
Il est l’auteur d’une Sonate pour violoncelle et piano (1932), d'une autre pour violon et piano, d'autres pièces pour piano seul.
Certaines de ses chansons (À Contre-cœur) évoquent Erik Satie, tandis que d'autres mettent en musique des textes de Goethe, Paul Valéry, Jules Supervielle.
Il écrivait en outre régulièrement des chroniques et des critiques dans divers journaux, dont Paris-Soir.
Francis Poulenc a composé ses Litanies à la Vierge noire à sa mémoire et la pianiste Marie-Catherine Girod a effectué le premier enregistrement mondial de l'intégrale de sa musique pour piano.

## Œuvres
- Andante cordial ;
- Sérénade (3 mouvements : Berceuse, Pavane et Spiritual) pour piano à quatre mains ;
- 3 Chansons de Fous ;
- The Bacchante (Blues), pièce pour piano ;
- 3 Études pour piano, 1918-23 ;
- Sarabande pour piano, 1920 ;
- Sarabande pour orchestre, 1920-1926 ;
- Trois pièces pour flûte seule, 1920-1921 ;
- Au parc Monceau, suite pour piano, 1921-1925 ;
- Prélude et forlane, pour piano, 1922 ;
- Types (Vieux Beau, Bourgeoise de qualité, Businessman), pour piano, 1922-1924 ;
- À contre-cœur, 1922-1925 ;
- Foules, poème symphonique, 1922-1924 ;
- Le Porcher, ballet, 1924 ;
- Spiritual, pour guitare, 1926 ;
- Chirurgie, opéra-comique, 1927 ;
- Cinq poèmes de Paul-Jean Toulet, 1927 ;
- Marche pour L'Éventail de Jeanne (ballet), 1927 ;
- Sérénade pour orchestre, 1927 ;
- Monte-Carlo, 1928 ;
- Sonatine en ut dièse, piano seul, 1928 ;
- Trois poèmes de Paul Valéry pour voix et piano, 1929 (Le Vin Perdu, Les Pas, L'Abeille) ;
- Jeunesse, ballet en deux tableaux, 1929-1933 ;
- Sonate pour violon et piano, 1928-1929 ;
- Chirurgie, version orchestrale, 1930 ;
- Symphonie en la, 1930 ;
- Fables, pour piano, 1931 ;
- Trois chœurs pour voix de femmes (Amazones, Oisives, Aviatrices), 1932 ;
- Sonate pour violoncelle et piano, 1932 ;
- Trois chansons de Jules Supervielle, 1932 ;
- Trois poèmes intimes de Goethe, 1932 ;
- Trio en mi pour hautbois, clarinette et basson, 1933 ;
- Pas redoublé, pour deux flûtes à bec et piano, 1934 ;
- Quatuor à cordes, 1934-1936 ;
- Sonnerie pour le Hérault, 1935 ;
- Arrangement pour orgue de trois pièces pour piano de Maurice Ravel.